# Gulf Air

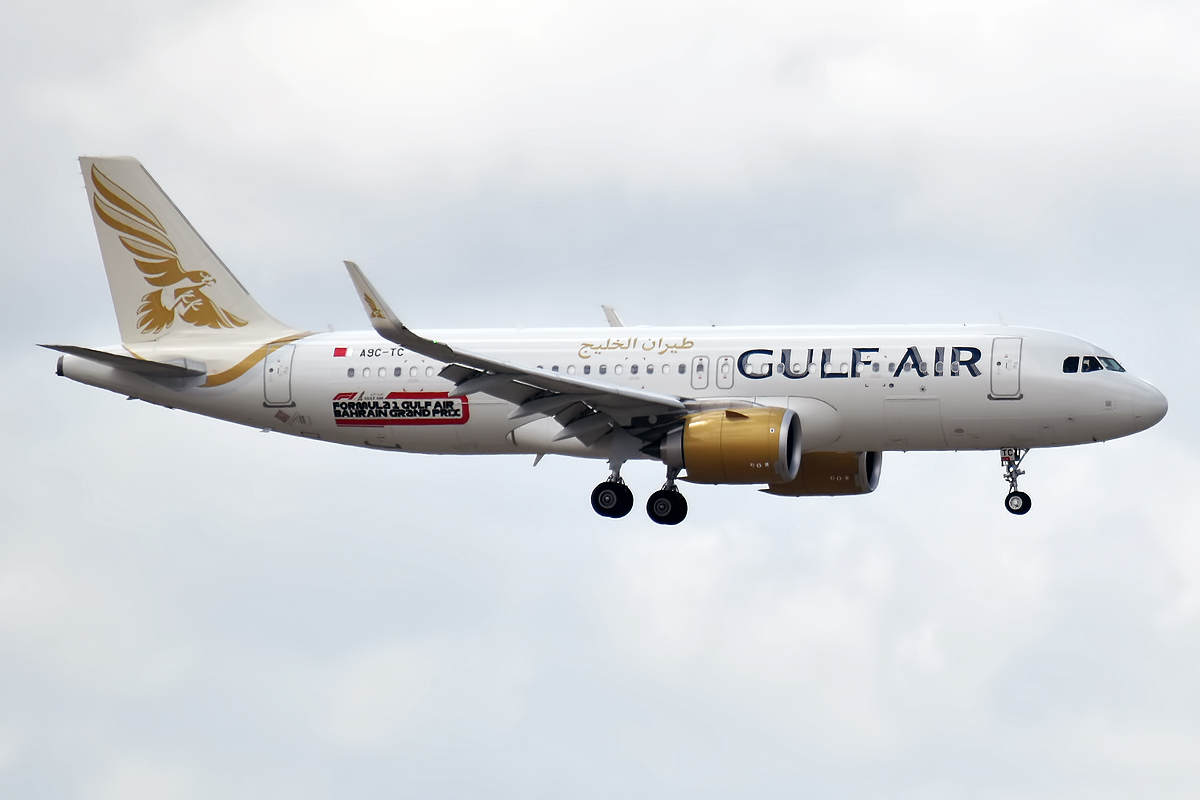
Airbus A320 w barwach Gulf Air lądujący na lotnisku w Stambule

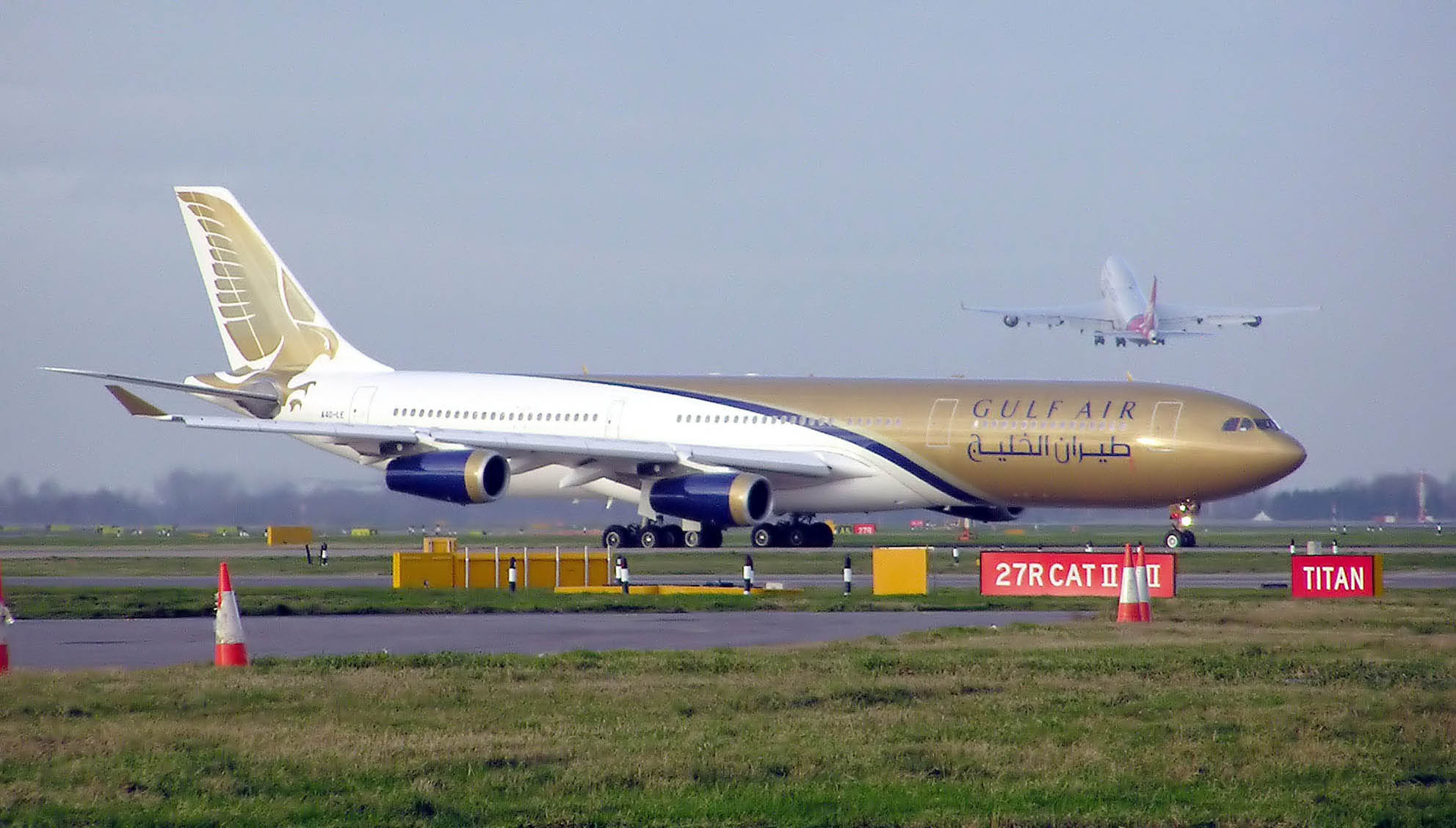
Nieeksploatowany obecnie przez linie Airbus A340-300 w starym malowaniu

Gulf Air – narodowe linie lotnicze Bahrajnu, z siedzibą w Manamie. Posiada połączenia do Afryki, Azji i Europy. Głównym węzłem i jedynym portem lotniczym na Bahrajnie jest Port lotniczy Bahrajn.

## Historia
Linie zostały założone 24 marca 1950 jako prywatna spółka Gulf Aviation Company Limited, na bazie przedsiębiorstwa przewozowego brytyjskiego pilota Freddiego Boswortha. W 1951 większość udziałów została przejęta przez British Overseas Airways Corporation (BOAC), za pośrednictwem BOAC Associated Companies.
1 stycznia 1974 udziały w Gulf Aviation nabyły wspólnie rządy Bahrajnu, Kataru, emiratu Abu Dhabi i sułtanatu Omanu, po 25% udziałów, przez co linia pod nową nazwą Gulf Air stała się linia międzynarodową i narodowym przewoźnikiem tych czterech państw. W 2003 ze spółki wycofał się Katar, rozwijający własną linię Qatar Airways, w 2005  Abu Dhabi, a w 2007 Oman. Od 5 maja 2007 Gulf Air należy w całości do Bahrajnu.

## Flota
Według stanu na styczeń 2025 flota Gulf Air składała się z 42 samolotów  o średnim wieku 6,9 lat:
| Samolot         | Samolot | Samolot   | Liczba miejsc | Liczba miejsc | Liczba miejsc | Uwagi |
| Model           | Aktywne | Zamówione | B             | E             | Łącznie       | Uwagi |
| --------------- | ------- | --------- | ------------- | ------------- | ------------- | ----- |
| Airbus A320-200 | 8       | -         | 16            | 120           | 136           |       |
| Airbus A320neo  | 6       | 1         | 12            | 138           | 150           |       |
| Airbus A321-200 | 4       | -         | 8             | 161           | 169           |       |
| Airbus A321neo  | 14      | -         | 16            | 150           | 166           |       |
| Airbus A321neo  | 14      | -         | 12            | 180           | 192           |       |
| Boeing 787-9    | 10      | -         | 26            | 256           | 282           |       |
| Łącznie         | 42      | 1         |               |               |               |       |

## Porty docelowe
Według stanu na styczeń 2025 przewoźnik oferował bezpośrednie połączenia do 59 portów lotniczych w 30 krajach:
| Państwo                      | Miasto              | Port lotniczy                                | Uwagi    |
| ---------------------------- | ------------------- | -------------------------------------------- | -------- |
| Arabia Saudyjska             | Abha                | Port lotniczy Abha                           | Sezonowo |
| Arabia Saudyjska             | Burajda             | Port lotniczy Burajda                        |          |
| Arabia Saudyjska             | Dammam              | Port lotniczy Dammam                         |          |
| Arabia Saudyjska             | Dżudda              | Port lotniczy Dżudda                         |          |
| Arabia Saudyjska             | Medyna              | Port lotniczy Medyna                         |          |
| Arabia Saudyjska             | Rijad               | Port lotniczy Rijad                          |          |
| Azerbejdżan                  | Baku                | Port lotniczy Heydar Aliyev                  |          |
| Bahrajn                      | Manama              | Port lotniczy Bahrajn                        | Hub      |
| Bangladesz                   | Dhaka               | Port lotniczy Dhaka                          |          |
| Chiny                        | Kanton              | Port lotniczy Guangzhou Baiyun               |          |
| Chiny                        | Szanghaj            | Port lotniczy Szanghaj-Pudong                |          |
| Cypr                         | Larnaka             | Port lotniczy Larnaka                        |          |
| Egipt                        | Aleksandria         | Port lotniczy Borg El Arab                   | Sezonowo |
| Egipt                        | Kair                | Port lotniczy Kair                           |          |
| Egipt                        | Szarm el-Szejk      | Port lotniczy Szarm el-Szejk                 | Sezonowo |
| Filipiny                     | Manila              | Port lotniczy Manila                         |          |
| Francja                      | Paryż               | Port lotniczy Paryż-Roissy-Charles de Gaulle |          |
| Gruzja                       | Tbilisi             | Port lotniczy Tbilisi                        |          |
| Grecja                       | Ateny               | Port lotniczy Ateny                          |          |
| Grecja                       | Mykonos             | Port lotniczy Mykonos                        | Sezonowo |
| Grecja                       | Rodos               | Port lotniczy Rodos                          | Sezonowo |
| Grecja                       | Santoryn            | Port lotniczy Santoryn                       | Sezonowo |
| Hiszpania                    | Malaga              | Port lotniczy Malaga                         | Sezonowo |
| Indie                        | Bangalore           | Port lotniczy Bangalore                      |          |
| Indie                        | Ćennaj              | Port lotniczy Ćennaj                         |          |
| Indie                        | Delhi               | Port lotniczy Indira Gandhi                  |          |
| Indie                        | Goa                 | Port lotniczy Goa-Dabolim                    |          |
| Indie                        | Hajdarabad          | Port lotniczy Hajdarabad                     |          |
| Indie                        | Koczin              | Port lotniczy Koczin                         |          |
| Indie                        | Kozhikode           | Port lotniczy Calicut                        |          |
| Indie                        | Mumbaj              | Port lotniczy Chhatrapati Shivaji            |          |
| Indie                        | Thiruvananthapuram  | Port lotniczy Thiruvananthapuram             |          |
| Irak                         | Bagdad              | Port lotniczy Bagdad                         |          |
| Irak                         | An-Nadżaf           | Port lotniczy Nadżaf                         |          |
| Jordania                     | Amman               | Port lotniczy Amman                          |          |
| Katar                        | Doha                | Port lotniczy Hamad                          |          |
| Kuwejt                       | Kuwejt              | Port lotniczy Kuwejt                         |          |
| Malediwy                     | Malé                | Port lotniczy Malé                           |          |
| Maroko                       | Casablanca          | Port lotniczy Casablanca                     |          |
| Niemcy                       | Frankfurt nad Menem | Port lotniczy Frankfurt                      |          |
| Niemcy                       | Monachium           | Port lotniczy Monachium                      |          |
| Oman                         | Maskat              | Port lotniczy Maskat                         |          |
| Oman                         | Salala              | Port lotniczy Salala                         | Sezonowo |
| Pakistan                     | Islamabad           | Port lotniczy Islamabad                      |          |
| Pakistan                     | Karaczi             | Port lotniczy Karaczi                        |          |
| Pakistan                     | Lahaur              | Port lotniczy Lahaur                         |          |
| Rosja                        | Moskwa              | Port lotniczy Moskwa-Domodiedowo             |          |
| Rosja                        | Soczi               | Port lotniczy Soczi                          | Sezonowo |
| Singapur                     | Singapur            | Port lotniczy Singapur-Changi                |          |
| Sri Lanka                    | Kolombo             | Port lotniczy Kolombo                        |          |
| Tajlandia                    | Bangkok             | Port lotniczy Bangkok-Suvarnabhumi           |          |
| Turcja                       | Bodrum              | Port lotniczy Milas-Bodrum                   |          |
| Turcja                       | Stambuł             | Port lotniczy Stambuł                        |          |
| Wielka Brytania              | Londyn              | Port lotniczy Londyn-Heathrow                |          |
| Wielka Brytania              | Manchester          | Port lotniczy Manchester                     |          |
| Włochy                       | Mediolan            | Port lotniczy Mediolan-Malpensa              |          |
| Włochy                       | Rzym                | Port lotniczy Rzym-Fiumicino                 |          |
| Zjednoczone Emiraty Arabskie | Abu Zabi            | Port lotniczy Abu Zabi                       |          |
| Zjednoczone Emiraty Arabskie | Dubaj               | Port lotniczy Dubaj                          |          |